# Église Saint-Nicolas de Għargħur
L'église Saint-Nicolas est une église catholique située à Għargħur, à Malte.

## Historique
Construite au XVe siècle puis fermée par Mgr. Dusina, elle fut détruite puis reconstruite en 1656.